# Earl Morse Wilbur
Earl Morse Wilbur (ur. 26 kwietnia 1866, zm. 8 stycznia 1956) – amerykański historyk, pastor unitariański.
Był badaczem dziejów unitarianizmu. Profesor homiletyki i teologii praktycznej w Pacific Unitarian School for Ministry w Berkeley. Przed wojną w związku ze swoimi badaniami wielokrotnie odwiedzał Polskę. 

## Wybrane Publikacje
- Our unitarian heritage: an introduction to the history of the Unitarian Movement, Boston: The Beacon Press 1925.
- A history of unitarianism: socinianism and its antecedents, Cambridge: Harvard University Press 1947.
- A history of unitarianism: in Transylvania, England, and America, Cambridge: Harvard University Press 1952.
- (przekład) Stanislas Kot, Socinianism in Poland: the social and political ideas of the Polish Antitrinitarians in the 16 th and 17th centuries, transl. from the Pol. by Earl Morse Wilbur, Boston: Staee King Press 1957.